# Meta Seinemeyer
Meta Seinemeyer (5 de setembro de 1895 – 19 de agosto de 1929) foi uma cantora de ópera alemã com uma voz spinto soprano.
Seinemeyer nasceu em Berlim, onde estudou no Conservatório Stern com Ernst Grenzebach. Ela fez a sua estreia em 1918 no Deutsche Opernhaus. Em 1924 ela juntou-se à Semperoper de Dresden, e em 1927 começou a aparecer na Ópera Estatal de Viena.
No cenário internacional, em 1923 ela cantou no Metropolitan Opera, em Nova Iorque, como Elisabeth em Tannhäuser e Eva no Die Meistersinger von Nürnberg, em 1926 no Teatro Colón, em Buenos Aires, como Agathe em Der Freischütz , e em 1929 no Royal Opera House, em Londres, como Eva, Elsa em Lohengrin e Sieglinde em Die Valkyrie.
Além de fazer-se representar as grandes heroínas Wagner, ela também desempenhou um papel importante no renascimento na Alemanha das óperas de Verdi, ganhando considerável aclamação como Leonora em La forza del destino, Isabel de Valois em Don Carlos, e o papel-título em Aida. Ela também foi admirada como Margarida de Faust, Maddalena em Andrea Chénier, e a lieder em Tosca.
Ela tomou parte na criação em 1925 de Ferruccio Busoni Doktor Faust em Dresden.
A sua voz é notável pela sua gestão impecável de registo de quebras, resultando num fluxo uniforme de tom, de cima para baixo. A voz tem um som envolvente muito rico,  perceptível até mesmo apesar das limitações acústicas das gravações existentes.
Uma das maiores cantoras alemãs da sua geração, a sua carreira foi interrompida quando ela morreu de leucemia em Dresden algumas semanas antes do seu 34º aniversário. Muito pouco tempo antes da sua morte, ela casou-se com o maestro Frieder Weissmann (1893-1984). Ela está sepultada no Stahnsdorfer Friedhof em Berlim.

## Gravações
Seinemeyer fez 106 gravações. Preiser emitiu uma coleção de quatro CD, intitulada A Arte da Meta Seinemeyer (89402). Outras compilações de CD incluem:
- The Art of Meta Seinemeyer Dutton CDBP 9770
- Meta Seinemeyer Hamburger Archiv für Gesangskunst 10228
- Meta Seinemeyer Pearl GEMM CD 9082
- Meta Seinemeyer Preiser 89029
- Meta Seinemeyer. Ses rôles italiens 1926 à 1928. LYS 439
- Meta Seinemeyer sings Puccini, Verdi, Giordano and Wagner Haenssler Classic 94.511